# خليل شريف
خليل شريف، لاعب كرة قدم قطري.
كانت بداياته مع نادي مسيمير ولعب بعدها لأندية الوكرة وأم صلال والأهلي و البدع.

## روابط خارجية
- خليل شريف على موقع Soccerway.com (الإنجليزية)